# Lutjewolde
Lutjewolde, vroeger ook Lutkewolde, Emederwolde of Emderwolde genoemd, is een buurtschap en een voormalig kerspel of wüstung in de Nederlandse provincie Groningen. Het ligt aan de weg van Bedum naar Thesinge. Lutjewolde ligt deels in de gemeente Groningen, deels in de gemeente Het Hogeland. De scheidslijn wordt gevormd door de Eemshavenweg. Ten noordoosten van het gehucht ligt het dorp Sint-Annen, ten zuidoosten het gehucht Achter-Thesinge en ten westen het gehucht (Het) Reidland.

## Geschiedenis
Het dorp Lutjewolde is omstreeks de 10e of 11e eeuw gesticht als een veenontginning vanuit Westeremden. Het wordt aan het einde van de 10e eeuw genoemd als Amuthariouualda, omstreeks 1030-50 als Emutherouualda, dat is het wold van (Wester)emden. Het achtervoegsel -wolde duidt erop dat we te maken hebben met ontgonnen wildernis. De naam Littekewalda wordt in 1400 voor het eerst gebruikt.
Lutjewolde had een eigen kerk. Een parochieregister van omstreeks 1475 vermeldt nog Emederwalde, waarvan het bisdom echter geen inkomsten meer ontving. Ook het klooster van St. Annen behoorde tot dit kerspel. In 1498 werd onderscheid gemaakt tussen Sancte Anne clooster en dat karspel van den buiren, dat Lutkewolde werd genoemd. Een deel van het kerspel werd omstreeks deze tijd bij Ten Boer gevoegd. De rest werd toebedeeld aan Bedum. De kerk kreeg de status van een kapel en werd in 1601 alsnog gesloopt. De fundamenten werden in het begin van de 19e eeuw blootgelegd om daaruit puin te winnen. Landbouwer Julle Koster ontdekte in een "vierkant stukje gronds ... de grondvesten eener kerk" met een grote hoeveelheid skeletmateriaal. Mogelijk lag het achter de huidige begraafplaats van Sint-Annen aan de Thesingerweg, waar resten van een kapel zijn gevonden en dat vroeger ook tot Lutjewolde behoorde.

## Geboren in Lutjewolde
- Albert Wiersema (1895-1966), architect

Stad: Groningen

Dorpen: Garmerwolde · Glimmen · Haren · Harkstede (deels) · Lageland · Lellens · Meerstad · Noordlaren · Onnen · Sint-Annen · Ten Boer · Ten Post · Thesinge · Winneweer · Woltersum

Buurtschappen: Achter-Thesinge · Boltklap · Bouwerschap · Bovenrijge · Dilgt · Dorkwerd · Engelbert · Emmerwolde · Essen · Euvelgunne · Felland · Harendermolen · Hemert · Hemmen · Hoogkerk · Leegkerk · Hoornsedijk · Klein Harkstede · Kröddeburen · Lageweg · Lutjewolde · Middelbert · Noorddijk · Noorderhoogebrug · Oosterdijkshorn · Oosterhoogebrug · Oude Roodehaan · Paterswolde (deels) · Ruischerbrug · Roodehaan · Slaperstil · Steerwolde · Vierverlaten · Wittewierum · Zevenhuisjes

Provincie Groningen: Steden en dorpen      Nederland: Provincies · Gemeenten
Hoofdplaats: Uithuizen

Dorpen: Adorp · Den Andel · Baflo · Bedum · Eenrum · Eppenhuizen · Hornhuizen · Houwerzijl · Kantens · Kloosterburen · 't Lage van de Weg · Lauwersoog · Leens · Leenstertillen · Lutjewolde · Mensingeweer · Molenrij · Niekerk · Noordwolde · Oldenzijl · Onderdendam · Onderwierum · Oosteinde · Oosternieland · Pieterburen · Rasquert · Rodewolt · Roodeschool · Rottum · Saaxumhuizen · Sauwerd · Startenhuizen (deels) · Stitswerd · Tinallinge · Uithuizermeeden · Ulrum · Usquert · Vliedorp · Vierhuizen · Warffum · Warfhuizen · Wehe-den Hoorn · Westerdijkshorn · Westernieland · Wetsinge · Winsum · Zandeweer · Zoutkamp · Zuidwolde · Zuurdijk

Buurtschappen, gehuchten, wierden en buurten: 1e Nijhoezen · 2e Nijhoezen · 't Aagt · Abbeweer · Alinghuizen · Arwerd · Barnegaten · Bellingeweer · Bethlehem · Beusum · Bokum · Breede · Broek · Het Bultje · De Dingen · De Raken · De Vennen · Den Haver · Deikum · Doodstil · Douwen · Duisterwinkel · Eelswerd · Eemshaven · Elens · Ellerhuizen · Ernstheem · Ewer · Grijssloot · Groot Maarslag · Groot Wetsinge · De Haar · Hammeland · Den Hander · Harssens · Hefswal · Hekkum · Helwerd · Heuvelderij · Hiddingezijl · Holwinde · De Hoogte · De Horn · De Houw · 't Houweel · De Hucht · Kaakhorn · Katershorn · Kattenburg · Klei · Kleine Huisjes · Klein Garnwerd · Klein Maarslag · Klein Wetsinge · Kolham · Koningslaagte · Koningsoord · De Knijp · Kruisweg · Lutje Marne · Lutke Saaxum · Maarhuizen · (Marnehuizen) · Menkeweer · Menneweer · Midhalm · Midhuizen · Mollenhuizen · Nijenklooster · Noordpolder · Noordpolderzijl · Obergum · Oldenzijl · Oldorp · Oosterhorn · Oosterhuizen (Eenrum) · Oosterhuizen (Zuidwolde) · Oudedijk · Oudeschip · Paapstil · Panser · Plattenburg · Polen · Ranum · Reidland · Roodehaan · Schapehals · Schaphalsterzijl · Schilligeham · Schouwen · Schouwerzijl · Sint Annerhuisjes · 't Stort · De Streek · Takkebos · Ter Laan · Tijum · Valcum · Valom · Wadwerd · Walsweer · Westerhorn (De Marne) · Westerhorn (Hogeland) · Westerklooster · Westpolder · Wierhuizen · Wierum · 't Wildeveld · Willemsstreek · Zevenhuizen